# Vladimeri Gamqrelidze
Vladimeri Gamqrelidze (georgiska: ვლადიმერ გამყრელიძე), född 11 juni 2001, är en georgisk brottare som tävlar i fristil.

## Karriär
Vid EM 2025 i Bratislava tog Gamqrelidze brons i 79 kg-klassen efter att ha besegrat spanske Mohammad Mottaghinia i bronsmatchen.